# Bavinchove
Bavinchove (in olandese Bavinkhove) è un comune francese di 956 abitanti situato nel dipartimento del Nord nella regione dell'Alta Francia.

## Società

### Evoluzione demografica
Abitanti censiti